# Peripatopsidae
Peripatopsidae làm một trong hai họ của ngành giun nhung còn tồn tại.

## Phân bố
Peripatopsidae phân bố vòng quanh bờ biển; đặc biệt, chúng thích nghi tại các vùng Australasia, Nam Phi và Chile.

## Chi
Trong họ chứa các chi:
- Acanthokara Reid, 1996
- Aethrikos Reid, 1996
- Aktinothele Reid, 1996
- Anoplokaros Reid, 1996
- Austroperipatus Baehr, 1977
- Baeothele Reid, 1996
- Centrorumis Reid, 1996
- Cephalofovea Ruhberg et al., 1988
- Critolaus Reid, 1996
- Dactylothele Reid, 1996
- Dystactotylos Reid, 1996
- Euperipatoides Ruhberg, 1985
- Florelliceps Tait & Norman, 2001
- Hylonomoipos Reid, 1996
- Konothele Reid, 1996
- Kumbadjena Reid, 2002
- Lathropatus Reid, 2000
- Leuropezos Reid, 1996
- Mantonipatus Ruhberg, 1985
- Metaperipatus Clark, 1913
- Minyplanetes Reid, 1996
- Nodocapitus Reid, 1996
- Occiperipatoides Ruhberg, 1985
- Ooperipatellus Ruhberg, 1985
- Ooperipatus Dendy, 1900
- Opisthopatus Purcell, 1899
- Paraperipatus Ruhberg, 1985
- Paropisthopatus Ruhberg, 1985
- Peripatoides Pocock, 1894
- Peripatopsis Pocock, 1894
- Phallocephale Reid, 1996
- Planipapillus Reid, 1996
- Regimitra Reid, 1996
- Ruhbergia Reid, 1996
- Sphenoparme Reid, 1996
- Tasmanipatus Ruhberg et al. 1991
- Tetrameraden Reid, 1996
- Vescerro Reid, 1996
- Wambalana Reid, 1996